# Жатайская судоверфь
Жатайская судоверфь (Жатайский судоремонтно-судостроительный завод) — судостроительный и судоремонтный завод, расположенный в поселке Жатай Республики Саха (Якутия).
В апреле 2019 года начата реконструкция предприятия. Планируется, что реконструированная судоверфь сможет производить до 10 судов в год и покроет потребности в речном транспорте для рек Лена, Яна и Колыма, а также морском для Северного морского пути.

## История
История завода началась с зимы 1942-43 годов, когда в удобном затоне неподалеку от Якутска на реке Лена организовали зимовку речного флота. Зимний отстой судов использовали для их ремонта. Кадровую основу завода составили моряки речного флота и работники старого, неудачно расположенного места зимнего отстоя флота. Поселок при затоне начал активно развиваться.
Жатайский судоремонтный завод состоял в подчинении Северо-Якутского речного пароходства Главсевморпути, позднее переименованного в Ленское объединённое речное пароходство, а ныне ОАО «ЛОРП». Основными задачами завода стали судостроение, капитальный, средний и текущий ремонт флота, изготовление металлоконструкций для предприятий Главсевморпути, расположенных в Якутии.
В 1963 г. был введен в эксплуатацию стапель, с 50-х годов работал плавучий док. В 2000-х годах стапель был реконструирован.

### Руководители завода
1. Голынко Михаил Михайлович (1943—1949)[3]
2. Романенко Леонид Леонтьевич (1949—1952)
3. Богдановский Георгий Антонович (1952 — 06.1964)
4. Чередниченко Владимир Иванович (10.06.1964 — 25.03.1970)
5. Шамшин Владислав Павлович (25.03.1970 — 10.08.1974)
6. Кайдышев Юрий Васильевич (23.08.1974 — 25.05.1979)
7. Ильин Владимир Александрович (15.07.1979 — 26.09.1984)
8. Чистяков Евгений Леонидович (17.10.1984 — 16.06.1987)
9. Перетолчин Владимир Михайлович (29.09.1987 — 01.08.1990)
10. Патратий Валерий Иванович (01.08.1990 — 05.09.1997)
11. Степанов Валерий Иванович с 31.10.1997

## Реконструкция
3 июля 2018 года на заседании Совета безопасности в Петропавловске-Камчатском был рассмотрен вопрос о реновации Жатайского судоремонтного предприятия в Республике Саха в полноценную судоверфь. Целью проекта должно было стать обновление устаревшего речного флота Якутии и Ленского бассейна. Помимо судов для речных грузоперевозок верфь планируется сделать производителем флота для грузоперевозок в Арктической зоне Российской Федерации, в том числе — через Северный морской путь.
Годовая производственная мощность Жатайской судоверфи планируется достаточной для производства 10 речных судов, модернизация 6 судов, утилизация списанных 2 судов, а также ремонта и межнавигационного обслуживания судов.
Количество рабочих мест на строящейся судоверфи планируется в объёме около 750 вакансий.
На начало 2021 года планируется закладка первого судна на Жатайской судоверфи в декабре 2021 года.

### Бюджет и финансирование
Проект строительства Жатайской судоверфи был внесён в государственную программу «Социально-экономическое развитие Арктической зоны Российской Федерации на период до 2020 года и дальнейшую перспективу». В рамках её предусмотрено финансирование из федерального бюджета на сумму 4 млрд 106 млн рублей, а общая сумма бюджетных ассигнований — 5 млрд 750 млн рублей.

### Строительные работы
Как анонсировал в начале апреля 2019 года первый заместитель правительства Якутии Алексей Колодезников, строительство Жатайской судоверфи будет реализовываться в два этапа. На первом этапе будут построены судостроительный и утилизационный комплексы, на его реализацию отведён 2019 год. Второй предусматривает реконструкцию и расширение мощностей Жатайского судоремонтно-судостроительного завода и планируется до 2021 года.
26 апреля 2019 года была забита первая свая на строительстве судоверфи. В торжественном мероприятии приняли участие министр промышленности и торговли России Денис Мантуров и глава Республики Якутия Айсен Николаев.

## Сотрудничество

### Сотрудничество с Республикой Корея
В мае 2019 года делегация из Якутии посетила Республику Корея с целью обмена опытом в сфере судостроения. Представители строящейся Жатайской судоверфи посетили один из крупнейших в мире судостроительных заводов компании Daewoo Shipbuilding & Marine Engineering Co., Ltd (DSME), руководство DSME выразило согласие на профессиональную стажировку сотрудников Жатайской судоверфи в будущем.
Также представители Якутии встретились с руководством корейской компании KEM Co. Ltd. и посетили её завод, с руководством института морского оборудования Республики Корея (KOMERI), посетили верфь Hyundai, и провели встречу с руководителями Ульсанского национального университета науки и техники в городе Ульсан.

### Сотрудничество с Балтийским и Средне-Невским судостроительными заводами
В апреле 2019 года АО «Жатайская судоверфь», правительством Якутии, Балтийским заводом и Средне-Невским судостроительным заводом в ходе Международного арктического форума.

Генеральный директор ПАО «ЛОРП» Сергей Ларионов:
«В конце января текущего года в составе делегации Якутии мы посетили АО «Балтийский завод» и АО «Средне-Невский судостроительный завод». Провели встречу с руководством предприятий, на которых обсудили варианты сотрудничества по вопросу модернизации Жатайской судоверфи, а также возможность аттестации сварщиков Жатайской судоверфи в аттестационном центре Средне-Невского судостроительного завода. И сегодня на форуме подписано соглашения о сотрудничестве между правительством Якутии, АО «Жатайская судоверфь», АО «Балтийский завод». Также было подписано соглашение о сотрудничестве с АО «Средне-Невский судостроительный завод». Это большой шаг к реализации нашего проекта возрождения судостроения в Ленском бассейне. Первая свая в основание будущей Жатайской судоверфи будет забита в апреле текущего года».